# Sacagawea

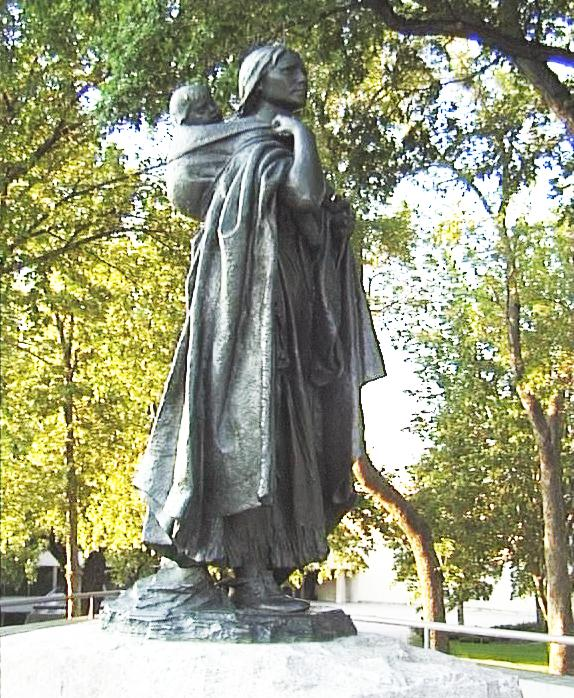
Sacagawea szobra az észak-dakotai Bismarckban

Sacagawea (más írásmóddal Sakakawea vagy Sacajawea; [ˌsækəʒəˈwiːə];  1788 körül – 1812. december 20.) lemhi soson törzsbeli indián nő, aki tolmácsként és úti vezetőként elkísérte a Lewis és Clark expedíciót az Amerikai Egyesült Államok mai területének nyugati részére. 1804 és 1806 közt megtette velük az Észak-Dakota és a Csendes-óceán közti távolságot.
Sacagaweáról kevés információ maradt fenn, de az expedícióhoz kötődő legendakör fontos részévé vált. A 20. század elején a nők szavazati jogáért küzdő National American Woman Suffrage Association őt választotta a nők értéke és függetlensége jelképéül, szobrokat emeltek tiszteletére és sokat tettek története ismertté válásáért.
2000-ben az USA-ban kiadták a tiszteletére a Sacagawea-dollárt, amin ő és kisfia, Jean Baptiste Charbonneau képe látható. Mivel Sacagaweáról nem maradt fenn korabeli ábrázolás, egy Randy'L He-dow Teton nevű soson-bannok nőről mintázták arcképét.

## Élete

### A kezdetek
Sacagawea a lemhi sosonok Agaidika (Pisztrángevő) törzsének tagjaként született, a mai Idaho állambeli Lemhi megye Salmon nevű településétől nem messze, a Kenney és Agency patakok közti vidéken.  1800-ban, amikor körülbelül tizenkét éves volt, több más lánnyal együtt elrabolták a hidatsza (más néven minnetaree) indiánok egy csatában, amiben a sosonok közül négy férfi, négy nő és több fiú meghalt. A hidatsza falu, ahová fogolyként került, a mai Washburn (Észak-Dakota) helyén állt.
Körülbelül tizenhárom éves korában Sacagaweát feleségül vette Toussaint Charbonneau, egy quebeci trapper (állatcsapdák állításával foglalkozó), aki a faluban élt. Egy másik soson nőt, Vidraasszonyt is feleségül vett. Charbonneau mindkét nőt vagy megvásárolta a hidatszáktól, vagy Sacagaweát szerencsejátékon nyerte.

### A Lewis és Clark expedíció
Sacagawea első gyermekét várta, amikor a hidatsza falvak közelébe érkezett egy felfedezőcsapat, hogy ott töltse 1804-05 telét.Meriwether Lewis és William Clark századosok felépítették a Fort Mandan erődöt. Körbekérdezősködtek a trapperek közt, ki tudná elvezetni tavasszal az expedíciót a Missouri folyóig és ki tudna tolmácsolni nekik. Charbonneau-t választották, mikor megtudták, hogy a felesége beszél soson nyelven, mert tudták, hogy szükségük lesz a soson törzsek segítségére, amikor elérnek a Missouri forrásvidékére.
Lewis feljegyzése naplójában 1804. november 4-én:
|  | „„egy Chabonah [sic] nevű francia, aki beszéli a nagyhasúak nyelvét, szerette volna, ha felbéreljük, és közölte, hogy két asszonya kígyó indián; felbéreltük, hogy jöjjön velünk és hozza el egyik feleségét, hogy tolmácsoljon nekünk a kígyók nyelvén…” [sic]” |
|  | |

Charbonneau és Sacagawea egy hét múlva beköltöztek az expedíció erődjébe. Lewis feljegyezte, hogy 1805. február 11-én megszületett Jean Baptiste Charbonneau, egy másik tolmácsuk pedig csörgőkígyó összetört csörgőit adta be az anyának, hogy meggyorsítsa a szülést. Clark és a többi európai-amerikai a kisfiút Kicsi Pompnak vagy Pompynak becézte.
Áprilisban az expedíció elhagyta Fort Mandant és kis, lapos fenekű csónakokban elindultak felfelé a Missouri folyón. Erős volt az ár, gyakran póznák segítségével kellett haladniuk, néha pedig a partról kellett húzni a csónakokat. Május 14-én Sacagawea megmentett pár tárgyat, ami egy felborult csónakról a vízbe esett, közte Lewis és Clark naplóit és feljegyzéseit. A parancsnokok dicsérték gyorsaságáért és május 20-án róla nevezték el a Sacagawea folyót.
Augusztusban találkoztak egy soson törzzsel, és megpróbáltak lovakat cserélni más áruért, hogy átkelhessenek a Sziklás-hegységen. Sacagawea tolmácsolt; kiderült, hogy a törzs főnöke az ő fivére, Cameahwait.
Lewis ezt írta naplójában találkozásukról:
|  | „"Nem sokkal később Clark kapitány megérkezett Charbonóval, a tolmáccsal, és az indián nővel, akiről kiderült, hogy Cameahwait főnök testvére. Nagyon megható volt a találkozásuk, főleg Sah-cah-gar-we-ah és egy másik indián nő közt, akit ugyanakkor ejtettek foglyul, amikor őt, de utána megszökött a minnetariktól és visszament népéhez."” |
|  | |

Clark pedig ezt írta:
|  | „"A tolmács és asszonya, akik valamivel előttem voltak, táncoltak, mikor meglátták őket, és az asszony jelezte nekem, hogy az ő népe az."” |
|  | |

A sosonok beleegyeztek, hogy lovakat biztosítanak a csapatnak, és kísérőket adnak melléjük, akik elvezetik őket a hideg, kietlen Sziklás-hegységen át. A kemény út alatt volt, hogy gyertyafaggyút ettek, hogy életben maradjanak. Mikor a másik oldalon elértek a lágyabb éghajlatú vidékre, Sacagawea gyökereket gyűjtött és főzött, hogy visszanyerjék erejüket.

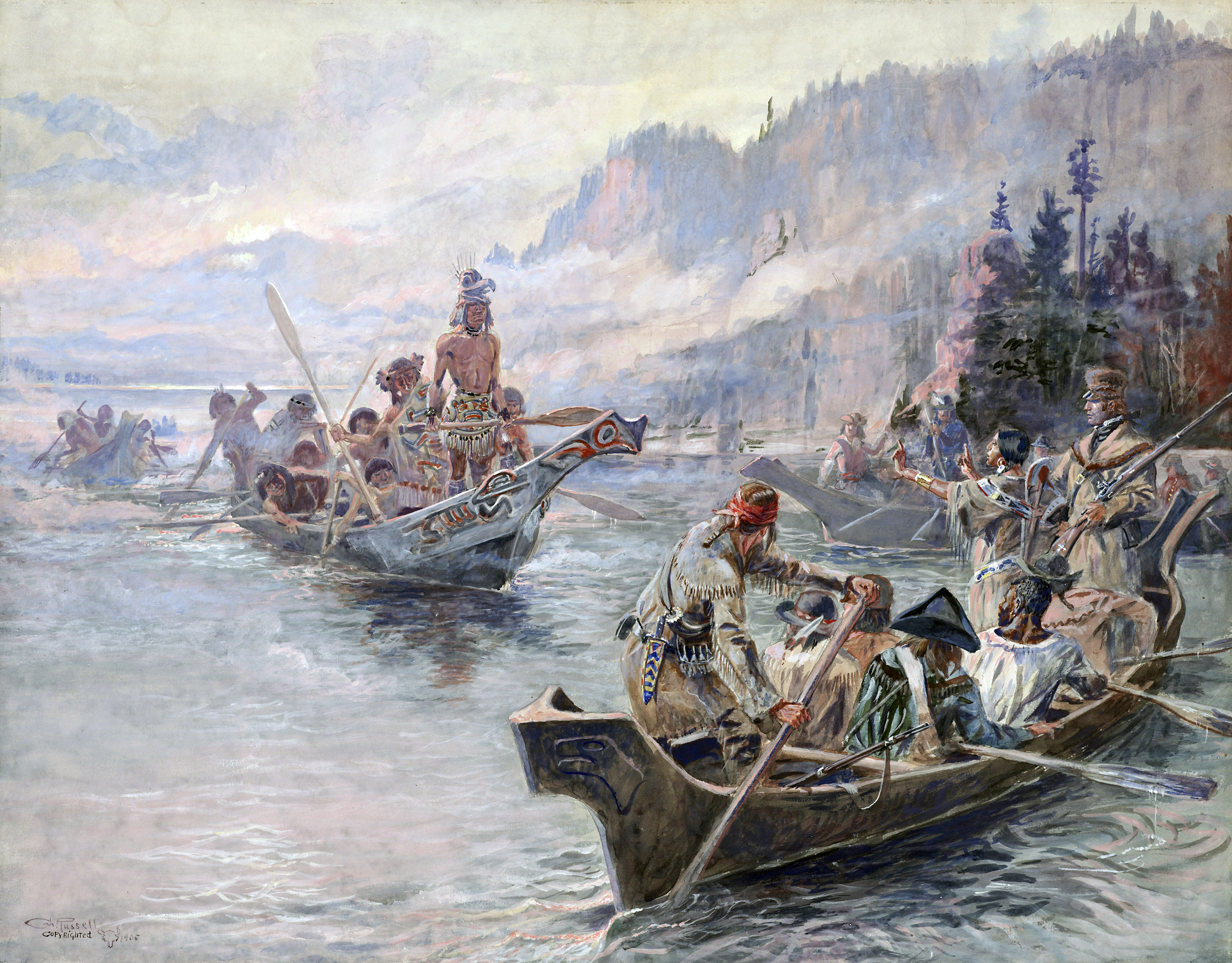
Charles Marion Russell képe az expedícióról: Lewis és Clark a Columbia folyó alsó folyásánál

Amikor az expedíció elért a déli parton a Columbia folyó torkolatához, Sacagawea lemondott gyöngyös övéről, hogy a két kapitány elcserélhesse egy szőrmekabátért, amit Thomas Jefferson elnöknek szántak ajándékba.
Clark naplófeljegyzése 1805. november 20-án:
|  | „"az egyik indiánnak volt egy kabátja, amit két hód bőréből készített, és szebb volt, mint bármilyen más szőrme, amit addig láttam... Lewis kapitány és jómagam is különféle tárgyakat ajánlottunk fel érte cserébe, végül egy kék gyöngyös övért kaptuk meg, amit a tolmácsunk, Shabono [sic] indián felesége viselt a dereka körül..."” |
|  | |

Amikor elértek a Csendes-óceánig, november 24-én az expedíció összes tagja (beleértve Sacagaweát és Clark fekete szolgáját, Yorkot is) szavazhatott, hogy hol építsék fel téli erődjüket. Januárban, amikor a Clatsop-erődtől délre egy bálnatetem a partra mosódott, Sacagawea is ragaszkodott hozzá, hogy megnézze.
A visszaúton 1806 júliusában közelítették meg a Sziklás-hegységet. Július 6-án Clark feljegyezte, hogy "Az indián asszony közölte velem, hogy gyakran járt ezen a síkságon és jól ismeri... Azt mondta, találunk majd egy átjárót a hegyek közt, ahol átmehetünk." Ez volt a mai Gibbons-szoros. Július 13-án Sacagawea javasolta Clarknak, hogy a ma Bozeman-szorosként ismert helyen haladjon át a Yellowstone folyó medencéjébe. Később ezt választották a legmegfelelőbb útvonalnak a Northern Pacific Railway számára.
Sacagaweát gyakran ábrázolják úgy, mint aki útbaigazította az expedíciót, a feljegyzések alapján azonban erre csak pár esetben került sor. Tolmácsként minden bizonnyal nagyban segítette az expedíciót, ezenkívül jelenléte biztosította az expedíció békés szándékáról az indiánokat, akikkel találkoztak. Miközben a mai Washington állambeli Franklin megyén haladtak át, Clark feljegyezte, hogy "az indián asszony szavatolta békés szándékainkat azok felé az emberek felé, mert errefelé asszonyok sosem utaznak olyan indiánokkal, akik háborúba készülnek" és "tolmácsunk, Shabono felesége megbékíti az indiánokat, a férfiakkal utazó asszony a békés szándék jele."